# Chauliopleona dentata
Chauliopleona dentata är en kräftdjursart som beskrevs av Masahiro Dojiri och Jürgen Sieg 1997. Chauliopleona dentata ingår i släktet Chauliopleona och familjen Anarthruridae. Inga underarter finns listade i Catalogue of Life.